# FPS単位系
FPS単位系（エフピーエスたんいけい、FPS system, foot–pound–second system）は、ヤード・ポンド法における単位系である。フィート(foot, feet)・（常用）ポンド((avoirdupois) pound)・秒(second)を基本単位とする。FPSは各単位の頭文字を取ったものである。
ここで、フィートは長さの単位、秒は時間の単位であるが、ポンドについて質量・力・重さのいずれの単位とするかで、以下の3種類の変種がある。これはヤード・ポンド法に特有というわけではなく、メートル法においても同様である。

## 変種
全体的に、FPS単位系の変種は、20世紀中頃までの英語による技術書で最も一般な単位系であった。
それらの単位で一貫して全ての物理的次元にラベルをつけることによって、誤りを避けることができ、単位系間の変換が楽になる。特にFPS単位系に関しては、これはストラウド・システム(Stroud system)と呼ばれている。この名前は、この方式を普及させたウィリアム・ストラウド(William Stroud)の名前を取ったものである。
| 基本単位   | 力・長さ・時間     | 重さ・長さ・時間   | 質量・長さ・時間   |
| ---------- | ------------------ | ------------------ | ------------------ |
| 力 (F)     | F = m⋅a = w⋅a/g    | F = m⋅a/gc = w⋅a/g | F = m⋅a = w⋅a/g    |
| 重さ (w)   | w = m⋅g            | w = m⋅g/gc ≈ m     | w = m⋅g            |
| 単位系     | 英国重力単位系(BG) | 英国工学単位系(EE) | 絶対英国単位系(AE) |
| 加速度 (a) | ft/s2              | ft/s2              | ft/s2              |
| 質量 (m)   | slug               | lbm                | lb                 |
| 力 (F)     | lb                 | lbF                | pdl                |
| 圧力 (p)   | lb/in2             | PSI                | pdl/ft2            |

### ポンドを質量の単位とする単位系
絶対FPS単位系(absolute FPS system)または絶対英国単位系(absolute English system)は、ポンドを質量の単位として使用する、一貫性のある単位系である。この単位系は、MKS単位系（メートル・キログラム・秒）を使用している国際単位系(SI)や、初期のCGS単位系（センチメートル・グラム・秒）に類似しており、機能的に等しい。狭義の「FPS単位系」は、この単位系のことを指す。
この単位系において、力の単位はパウンダル(poundal, pdl)という組立単位である。
{\displaystyle 1\,{\text{pdl}}=1\,{\text{lb}}_{m}\cdot 1\,{\frac {\text{ft}}{{\text{s}}^{2}}}}
この単位系において、質量の単位のポンドは単に「ポンド(lb)」と呼ばれるが、米国慣用単位を使う分野（アメリカの航空宇宙産業など）では、質量の単位であることを明示するために「質量ポンド(pound-mass)」と呼び、記号lbmを使用することが好まれる。

### ポンドを力の単位とする単位系
重力FPS単位系(gravitational FPS system)または英国重力単位系(BG: British Gravitational Units)は、ポンド（重量ポンド）を質量ではなく力の単位として使用し、これを基本単位とする一貫性のある単位系である。アメリカ合衆国の技術者の間で一般的な単位系である。
この単位系において、質量の単位はスラグ(slug)という組立単位である。
{\displaystyle 1\,{\text{slug}}=1\,{\text{lb}}_{F}\cdot 1\,{\frac {{\text{s}}^{2}}{\text{ft}}}}
この単位系において、重量ポンド（pound-force, lbF）は単にポンド(lb)と呼ばれる。

### ポンドを重さの単位とする単位系
もう1つの変種は、質量ポンドと重量ポンドの両方を使用し、スラグもパウンダルも使用しない。その結果、一貫性のない単位系となっており、電磁気や物質量の単位を持っていない。この単位系は英国工学単位系(EE: English Engineering Units)と呼ばれ、今日ではイギリスでまれに使用されるのみである。

## 他の単位

### 物質量の単位
FPS単位系の物質量の単位はポンドモル(pound-mole, lb-mol) = 273.16×1024である。SIでグラムモルの採用が決定するまで、モルは質量の単位から直接「質量の単位/原子質量単位」で求めていた。

### 電磁気の単位
「静電単位系」と「電磁単位系」は、主として長さと力の単位に由来する。すなわち、これらは長さ・質量・時間を基本量とする単位系の手早い拡張である。
スティーブン・ドレスナー(Stephen Dresner)は、フィート・ポンド・秒とフィート・スラグ・秒の両方の単位系で静電単位で電磁単位を組み立てた。実際には、これらはCGS単位系（センチメートル・グラム・秒）と深く関係している。1929年の"International Critical Tables"には、fpse（FPS静電単位系）とfpsm（FPS電磁単位系）の単位が記載されている。記載されている換算値は以下の通りである。1979年の"The CRC Handbook of Chemistry and Physics"（第60版）には、fpseとfpsmが標準省略形であると記されている。
FPS静電単位 (EMU, stat-)
1 fpsm unit = 117.581866 cgsm unit （ビオ秒）
FPS電磁単位 (ESU, ab-)
1 fpse unit = 3583.8953 cgse unit （フランクリン）
1 fpse unit = 1.1954588×10−7 アブクーロン

### 光の単位
燭（キャンドル, candle）とフィート・キャンドル(foot-candle)は、初めて定義された光の単位である。1860年の「都市ガス法」(Metropolitan Gas Act)で定められた。フィート・キャンドルは「標準蝋燭」から1フィートの距離における光度である。これらの単位は1881年に国際的に承認され、メートル法に採用された。

## 換算
「重さ(weight)」という言葉が、技術的な分野（物理学、工学）では重力（力）の意味で、その他の分野（商業、法律）では質量の意味で使用され、実際にはその区別がそれほど重要視されていないため、FPS単位系の変種の共存は、「ポンド」という単位についての混乱を引き起こす。
1959年7月、国によって異なっていたフィートとポンドの標準は、正確に0.3048 mの国際的フィートと正確に0.45359237 kgの国際ポンドに置き換えられた。これにより、ヤード・ポンド法とメートル法との換算は、単純な算数の問題となった。パウンダルの換算は、1 pdl = 1 lb·ft/s2 = 0.138254954376 N（正確に）となる。
絶対FPS単位系と重力FPS単位系の間の換算には、ポンドと重量ポンドをつなぐ重力加速度gの値が必要になる。
{\displaystyle 1\,{\text{lb}}_{F}=1\,{\text{lb}}_{m}\cdot g}
gの値は地球表面の測定場所によって異なる。1901年、標準重力加速度g0 = 9.80665 m/s2が定められた。これをヤード・ポンド法に換算すると約32.17405 ft/s2となる。これにより、スラグは約32.17405 lbm、約14.593903 kgとなる。